# ФК Хајдук Београд
ФК Хајдук Београд, познат и као „Хајдук са Лиона” је фудбалски клуб из Београда основан 1936. године под именом Банат. Име је променио 1937. године у Хајдук.
Прву утакмицу одиграо је против ФК Победе из Београда 1937..
Из редова Хајдука поникло је неколико познатих играча, најпознатији је Владимир Петровић Пижон, четврта Звездина звезда, Никола Стипић, Црвена звезда.
Из Црвене звезде на Лион стигао је и Станислав Караси прослављени репрезентативац СФРЈ. У редове Партизана обрео се и Александар Станојевић из селекције пионира Хајдука.
Клуб је наступао два пута у својој историји као прволигаш (1999/00. и 2004/05.  ), али је одмах испадао. Овај тим је 2007/08. године са трећег прешао на други ниво такмичења.
Навијачка група се зове „Бригантси” (на француском les brigands Хајдуци).
Инспирисан бојом дресова Александар Бијанић Војвода, савезни фудбалски судија, кумовао клупском надимку „бели голубови”.

## Историја клуба
У јесен 1936. године фузијом клубова „Банат” и „Опленац”, на скупштини у кафани „Код Даниловића” настао је клуб „Банат”.
На Скупштини клуба 6. октобра 1937. године прихваћен је предлог о новом имену „Хајдук”, а 1938. је регистрован. „Хајдук” у знак захвалности за комплетну опрему коју су наследили од расформираног клуба „Хајдука” са Мостара из Београда.
За првог председника изабран је Тома Згомбић, потпредседници Веља Шилетић и Лаза Радојчин, а секретари Воја Томић и Љубиша Младеновић.
Прву утакмицу као „Хајдук” клуб је одиграо против „Победе”, 6. октобра 1937. године, и изгубио са 1:0, а у реваншу победио са 3:0.
Са почетком Другог светског рата престаје активност клуба.
Крајем ’40-тих на Оснивачкој скупштини одржаној код тадашње „Кинеске цркве”, у Качићевој улици, активиран је рад Хајдука и регистрован је као Спортско друштво Народног фронта V рејона.
Бежећи од Октобарске револуције у Русији народ Калмици монголског порекла су населили Звездару. Народ их је, не знајући њихово право порекло, прозвао Кинезима и цео тај крај „Кинески”.
У оквиру спортског друштва били су клубови:
| фудбал | Стони тенис и | шаховска секција. |

За првог председника изабран је Станислав Милутиновић, а чланови управе били су:
- Мате Абаз
- Никола Анастасијевић
- Раја Бранковић
- Пера Даковић
- Мане Зинајић
- Драгољуб Јовановић
- Илија Јовановић
- Велизар Јоветић
- Ранко Личанин
- Немања Старчевић

Занимљиво Хајдук крајем 50-тих година има и женску екипу која често игра предигре или засебно гостује, играјући са још само неколико сличних екипа у граду
и чекајући оснивање женске лиге коју неће дочекати.

## Амблеми кроз историју клуба
| Амблеми ФК „Хајдук”, Београд | Амблеми ФК „Хајдук”, Београд | Амблеми ФК „Хајдук”, Београд | Амблеми ФК „Хајдук”, Београд |
| ---------------------------- | ---------------------------- | ---------------------------- | ---------------------------- |
| Први грб                     | Други грб                    | Трећи грб                    | Четврти и данашњи грб        |
| 1937. — 1938.                | 1938. — 1953.                | 1953. — 1998.                | од 1998.                     |

## Неки оддресовакроз историју клуба
| 1937. | [ г ] | [ г ] | [ г ] | [ г ] | 50-тих |

## Сувенири клуба
СУВЕНИРИЗаставица из
1987.Заставица из 1998.Привезак из 1998.
| Освојио је шест шампионских титула: ЧетвртиI разред, Подсавезна лига Београда 1959/60. година, Друга Београдска лига 1963/64. година Прва Београдска лига 1977/78. година Београдска зонска лига, Међурепубличка лига Друга савезна лига „Исток” 1997/98. година Српска лига Београд 2006/07. година Куп: Пет пута Куп Југославије на територији Београда Два пута Куп ослобођења Београда Пет пута Куп Звездаре Суперкуп Београда 1988/89. година Два пута освојена ”дупла круна” Првенство и куп 1977/78. године Оба купа 1979/80. године „Триплу круну” 1992/93., првенство и оба купа |  | Клуб: Златна плакета Фудбалског савеза Београда и Србије Сребрна плакета Фудбалског савеза Београда и Србије Децембарска спортска награда СОФК-а Звездаре Фудбалери: Миле Милошевски Небојша Алексић Милош Алиловић Богић Поповић Боби Фудбалски радници: Љубисав Станковић Љубомир Поповић Пута Жељко Стефановић |

## Стадион
Дуго после оснивања Хајдук није имао своје игралиште, па су играчи најпре тренирали код некадашње Радио индустрије да би се потом померили мало ниже на стрму ливаду „код три ораја”, изнад Пашине чесме. Ту су дочекивали и понеког ривала у пријатељским утакмицама.
Игралишта на којима је играо Хајдук као домаћин док није изградио свој стадион:
- Црвена звезда, Мали Мокри Луг (најчешће ту је и тренирао)
- Београд, Карабурма
- Млади Пролетер (бивше Балканово код Опсерваторије на Звездари)
- и другде

Изградња фудбалског терена завршена је 1951. године и имала је земљану подлогу. За уређење терена били су заслужни:
- Станислав Милутиновић (председник клуба)
- Мате Абаз
- Мане Јевтић
- Велизар Јевтић
- Михајло Јојић (директор ГП „Градитељ”)
- Давор и Ленко Грчић (играчи сплитског Хајдука)
- Илија Кутановски

На отварању игралишта гостовала Црвена звезда. По неким проценама било је, између 1.500 и 2.000 гледалаца.
Нова реконструкција игралишта била је 1953. године, уз помоћ Радмила Станојевића Штерке и Илије Јовановића. Радовима је руководио Срђан Мркушић, голманска легенда Црвене звезде и репрезентативац Југославије.
Нова подлога игралишта је била шљака, једна од бољих у Београду.
Нова велика реконструкција терена завршена је 1969. године. Реконструкцијом руководили су професор Звонко Бенедековић и економ Душан Павловић, који су се старали о игралишту Црвене звезде.
Стадион је званично отворен 22. маја 1969. године, а на отварању је гостовала Црвена звезда са капитеном Џајићем, пред 5.000 гледалаца.
Публика — Моћно оружје „голубова”
Мало је нижеразредних клубова који се могу похвалити да имају бројну публику од београдског Хајдука. На игралишту код „Диспанзера” редовно се окупи 1.500 до 2.000 гледалаца. 
Љубитељи фудбала са Звездаре редовно прате своје љубимце и на гостовањима.
На дербијима против „Булке”, Синђелића, Обилића, Вождовца или Београда са Карабурме било је по 5-6 хиљада гледалаца.
|  |  |  |  |

| Носилац правилника                     | Ширина    | Дужина      |
| ФИФА (национална првенства)            | 45 — 90 м | 90 — 120 м  |
| ФИФА (интернационални сусрети)         | 64 — 75 м | 100 — 110 м |
| УЕФА (УЕФА Лига шампиона - по групама) | 68 — 75 м | 105 — 110 м |

Утакмица ФК „Хајдук” (Београд) — ФК „Црвена звезда” поводом отварања травнатог терена, 22. маја 1969. године
- Хајдук — Црвена звезда.
- Капитени Иван Зима и Драган Џајић.
У средини савезни судија Мате Абаз.
- Публика и резервни играчи Црвене звезде и Хајдука.

## Пријатељи клуба и ватрени навијачи
Мића Сандуче, Мића Брица, Урош Лазовића Шустер, Луле Баритон, Ратко Пацов, економ Васа Мартиновић .....
Најпознатији и најватренији навијач, зашта је добио Златну плакету СОФК-а Звездаре, зове се Михајло Вукосављевић Кинез
|  | Бранислав Димитровски Диме на раменима ватрених навијача Уроша Лазовића Шустера и Миће Брице, после победе Хајдука као гост над Графичарем 1969. године. |

## Резултати Првог тима

### За сезоне 1952/53 — 1959/60.
| Сезона   | Лига                    | М      | Одиг | Поб | Нер | Пор | ДГ  | ПГ  | ГР  | Бод | Коментар            | Првак               |
| 1952/53. | Први „Б” Разред         | 2      | 18   | 10  | 4   | 4   | 61  | 34  | 27  | 24  |                     | Графичар, Београд   |
| 1953/54. | Подсавезна лига Београд | 6      | 22   | 10  | 2   | 10  | 50  | 37  | 13  | 22  |                     | Јединство, Земун    |
| 1954/55. | Подсавезна лига Београд | 9      | 22   | 8   | 4   | 10  | 53  | 44  | 9   | 20  |                     | БУСК, Београд       |
| 1955/56. | Подсавезна лига Београд | 4      | 22   | 7   | 10  | 15  | 38  | 33  | 5   | 24  |                     | Графичар, Београд   |
| 1956/57. | Подсавезна лига Београд | 10     | 26   | 9   | 8   | 9   | 49  | 44  | 5   | 26  |                     | Наша крила, Земун   |
| 1957/58. | Подсавезна лига Београд | 13     | 28   | 8   | 5   | 15  | 55  | 70  | -15 | 21  |                     | Београд, Београд    |
| 1958/59. | Подсавезна лига Београд | 6      | 22   | 10  | 2   | 10  | 50  | 35  | 15  | 22  |                     | Раднички, Обреновац |
| 1959/60. | Подсавезна лига Београд | 1      | 22   | 17  | 1   | 4   | 61  | 26  | 35  | 35  | Зонска лига Београд | Хајдук, Београд     |
| Укупно   | Укупно                  | Укупно | 182  | 79  | 36  | 77  | 417 | 323 | 94  | 194 |                     |                     |

| Виши ранг такмичења |

| ПО МЕСТУ НА ТАБЕЛИ |

### За сезоне 1960/61 — 1977/78.
| Сезона   | Лига                            | М      | Одиг | Поб | Нер | Пор | ДГ  | ПГ  | ГР  | Бод | Коментар               | Првак               |
| 1960/61. | Зонска лига Београд             | 9      | 22   | 6   | 6   | 10  | 38  | 42  | -4  | 18  |                        | Јединство, Земун    |
| 1961/62. | Зонска лига Београд             | 11     | 22   | 6   | 6   | 10  | 35  | 54  | -19 | 18  | Београдска лига        | Јединство, Земун    |
| 1962/63. | Друга Београдска лига група „Б” | 2      | 22   | 14  | 3   | 5   | 64  | 33  | 31  | 31  |                        | Београд, Београд    |
| 1963/64. | Друга Београдска лига група „А” | 3      | 22   | 13  | 1   | 8   | 56  | 34  | 22  | 27  | Београдска лига        | Рад, Београд        |
| 1964/65. | Прва Београдска лига            | 3      | 26   | 15  | 4   | 7   | 71  | 45  | 26  | 34  |                        | Раднички, Обреновац |
| 1965/66. | Прва Београдска лига            | 2      | 26   | 14  | 5   | 7   | 57  | 26  | 31  | 33  |                        | Раковица, Раковица' |
| 1966/67. | Прва Београдска лига            | 3      | 26   | 12  | 4   | 10  | 45  | 33  | 12  | 28  |                        | Искра, Барич        |
| 1967/68. | Прва Београдска лига            | 3      | 26   | 12  | 6   | 8   | 40  | 26  | 14  | 30  | : Српска лига — север  | Слобода, Београд    |
| 1968/69. | Српска лига — „Север”           | 15     | 30   | 7   | 7   | 16  | 29  | 50  | -21 | 21  | : Прва Београдска лига | Металац, Ваљево     |
| 1969/70. | Прва Београдска лига            | 4      | 26   | 10  | 9   | 7   | 38  | 24  | 14  | 29  |                        | Рад, Београд        |
| 1970/71. | Прва Београдска лига            | 2      | 26   | 10  | 11  | 5   | 47  | 27  | 20  | 31  |                        | БАСК, Београд       |
| 1971/72. | Прва Београдска лига            | 8      | 30   | 11  | 10  | 9   | 37  | 33  | 4   | 32  |                        | Железник, Београд   |
| 1972/73. | Прва Београдска лига            | 7      | 30   | 11  | 7   | 12  | 34  | 43  | -9  | 29  |                        | Београд             |
| 1973/74. | Прва Београдска лига            | 11     | 30   | 11  | 5   | 14  | 41  | 44  | -3  | 27  |                        | Графичар, Београд   |
| 1974/75. | Прва Београдска лига            | 14     | 30   | 8   | 5   | 17  | 34  | 43  | -9  | 21  |                        | Кнежевац, Београд   |
| 1975/76. | Прва "А" Београдска лига        | 2      | 26   | 14  | 4   | 8   | 49  | 35  | 14  | 32  |                        | Трудбеник,Београд   |
| 1976/77. | Прва "А" Београдска лига        | 3      | 26   | 14  | 5   | 7   | 52  | 25  | 27  | 33  |                        | Дорћол, Београд     |
| 1977/78. | Прва "А" Београдска лига        | 1      | 26   | 18  | 6   | 2   | 64  | 18  | 46  | 42  | :Београдска зона       | Хајдук, Београд     |
| Укупно   | Укупно                          | Укупно | 498  | 220 | 109 | 169 | 831 | 635 | 196 | 549 |                        |                     |

| Виши ранг такмичења | Нижи ранг такмичења |

| ПО МЕСТУ НА ТАБЕЛИ |

### За сезоне 1996/97 — 2009/10.
| Сезона   | Лига                | М       | Одиг | Поб | Нер | Пор | ДГ  | ПГ  | ГР  | Бод | Напомене                        | Првак                    |
| 1996/97. | Друга лига „Исток”  | 5       | 34   | 13  | 12  | 9   | 52  | 44  | 8   | 51  |                                 | Приштина                 |
| 1997/98. | Друга лига „Исток”  | 4       | 34   | 17  | 8   | 9   | 65  | 44  | 21  | 59  |                                 | Милиционар, Београд      |
| 1998/99. | Друга лига „Исток”  | 2       | 21   | 8   | 1   | 12  | 28  | 13  | 15  | 44  | : Прва савезна лига             | Чукарички, Београд       |
| 1999/00. | Прва савезна лига   | 18      | 40   | 14  | 3   | 23  | 56  | 75  | -19 | 45  | Друга савезна лига.             | Црвена звезда            |
| 2000/01. | Друга лига „Исток”  | 2       | 34   | 28  | 2   | 4   | 93  | 26  | 67  | 86  |                                 | Звездара, Београд        |
| 2001/02. | Друга лига „Исток”  | 5       | 34   | 15  | 10  | 9   | 64  | 44  | 20  | 55  |                                 | Раднички, Ниш            |
| 2002/03. | Друга лига „Исток”  | 7       | 33   | 11  | 12  | 10  | 46  | 37  | 9   | 45  |                                 | Напредак, Крушевац       |
| 2003/04. | Друга лига „Исток”  | 1       | 36   | 20  | 6   | 10  | 59  | 49  | 10  | 66  | : Прва савезна лига             | Хајдук, Београд          |
| 2004/05. | Прва савезна лига   | 16      | 30   | 2   | 6   | 22  | 20  | 76  | -56 | 12  | : Испали и напустили Другу лигу | Партизан, Београд        |
| 2005/06. | Српска лига Београд | 12      | 38   | 14  | 6   | 18  | 41  | 49  | -8  | 48  |                                 | БСК, Борча               |
| 2006/07. | Српска лига Београд | 1       | 34   | 25  | 7   | 2   | 52  | 15  | 37  | 82  | : Друга савезна лига            | Хајдук, Београд          |
| 2007/08. | Друга лига „Исток”  | 13      | 34   | 12  | 8   | 14  | 28  | 33  | -5  | 44  |                                 | Хабитфарм Јавор, Ивањица |
| 2008/09. | Друга лига „Исток”  | 18      | 34   | 2   | 4   | 28  | 20  | 80  | -60 | 10  | : Српска лига                   | БСК, Борча               |
| 2009/10. | Српска лига Београд | 12      | 30   | 10  | 6   | 14  | 42  | 51  | -9  | 36  |                                 | БАСК, Београд            |
| Укупно:  | Укупно:             | Укупно: | 466  | 191 | 91  | 184 | 666 | 636 | 30  | 683 |                                 |                          |

| Виши ранг такмичења | Нижи ранг такмичења |

|  |

### За сезоне 2010/11 — 2019/20.
| Сезона   | Лига                           | М      | Одиг | Поб | Нер | Пор | ДГ  | ПГ  | ГР   | Бод | Коментар                                                  | Првак                    |
| 2010/11. | Српска лига Београд            | 7      | 30   | 11  | 7   | 12  | 35  | 39  | -4   | 40  |                                                           | Младеновац               |
| 2011/12. | Српска лига Београд            | 7      | 30   | 11  | 8   | 11  | 32  | 43  | -11  | 41  |                                                           | Вождовац, Београд        |
| 2012/13. | Српска лига Београд            | 10     | 30   | 11  | 6   | 13  | 40  | 52  | -12  | 37  |                                                           | Синђелић, Београд        |
| 2013/14. | Српска лига Београд            | 13     | 30   | 10  | 4   | 16  | 45  | 53  | -8   | 34  |                                                           | Колубара, Лазаревац      |
| 2014/15. | Српска лига Београд            | 16     | 30   | 4   | 4   | 22  | 33  | 82  | -49  | 16  | Београдска зона                                           | Земун, Земун             |
| 2015/16. | Београдска зона                | 13     | 28   | 7   | 4   | 17  | 35  | 62  | -27  | 25  |                                                           | Графичар, Београд        |
| 2016/17. | Београдска зона                | 9      | 30   | 12  | 6   | 12  | 36  | 48  | -12  | 48  |                                                           | Локомотива, Београд      |
| 2017/18. | Београдска зона                | 10     | 30   | 11  | 6   | 13  | 48  | 54  | -6   | 39  |                                                           | Бродарац, Београд        |
| 2018/19. | Београдска зона                | 16     | 30   | 5   | 6   | 19  | 31  | 74  | -43  | 21  | Прва Београдска лига                                      | ТЕК Слога, Велики Црљени |
| 2019/20. | Прва Београдска лига група „А” | 3      | 14   | 9   | 1   | 4   | 38  | 18  | 20   | 28  | Првенство је прекинуто због "Короне" вируса, са 14 колом. | Поштар Звездара, Београд |
| Укупно   | Укупно                         | Укупно | 282  | 91  | 52  | 139 | 373 | 525 | -152 | 329 |                                                           |                          |

| Нижи ранг такмичења |

| ПО МЕСТУ НА ТАБЕЛИ |

### Статистика за године 1952 — 2020.
| Сезоне     | Одиг  | Поб | Нер | Пор | ДГ    | ПГ    | ГР   | Бод   |
| 1952—1960. | 182   | 79  | 36  | 77  | 417   | 323   | 94   | 194   |
| 1961—1978. | 498   | 220 | 109 | 169 | 831   | 635   | 196  | 549   |
| 1996—2010. | 466   | 191 | 91  | 184 | 666   | 636   | 30   | 683   |
| 2010—2020. | 282   | 91  | 52  | 139 | 373   | 525   | -152 | 329   |
| Укупно     | 1.428 | 581 | 288 | 569 | 2.287 | 2.119 | 168  | 1.755 |

|       | Опис                    |
| ----- | ----------------------- |
| М     | Место на табели         |
| Одиг. | Број одиграних утакмица |
| Поб.  | Број победа             |
| Нер.  | Број нерешених          |
| Пор.  | Број пораза             |
| ДГ    | Број датих голова       |
| ПГ    | Број примљених голова   |
| ГР    | Гол разлика             |
| БОД.  | Број освојених бодова   |

| 194 549 683 329 |

| 79 220 191 91 36 109 91 52 77 169 184 139 \| Победе \| Нерешено \| Порази \| |          |        |
| Победе                                                                       | Нерешено | Порази |

| Победе | Нерешено | Порази |

| 417 831 666 373 323 635 636 525 \| Дато голова \| Примљено голова \| |                 |
| Дато голова                                                          | Примљено голова |

| Дато голова | Примљено голова |

## Председници клуба
| Година    | Име и презиме          |
| 1936—1941 | Тома Згомбић           |
| 1941—1945 | Велимир Шипетић        |
| 1949—1962 | Станислав Милутиновић  |
| ?         | Раја Бранковић         |
| 1965-1976 | Љубомир Радошевић Љуба |
| од 1976   | Љубисав Станковић Љуба |
| ?         | Никола Батовања        |
| 1978.     | Богдан Станчић         |
| 80-тих    | Михајло Церовић Мића   |
| ?         | Михаило Думовић        |

| Година | Име и презиме        |
| ?      | Душан Ђурашковић     |
| ?      | Стеван Кузмановић    |
| ?      | Стојан Голић         |
| ?      | Првослав Јефтић      |
| ?      | Драган Пујић         |
| ?      | Мијалко Настасијевић |
| ?      | Дејан Дедовић        |
| ?      | Милан Петровић Пеки  |
| ?      | Никола Поповић Нина  |
| ?      | Љубомир Поповић Пута |

- Н. Батовања (потпредседник)
- Вићентијевић
- М. Вукосављевић
- З. Вучуровић
- Р, Гвозденовић
- Ђоревић
- Иван Зима
- Миле Јанковић Врцан
- П. Јевтић
- Ика Јовановић
- Цветко Јовановић
- Јоветић
- Калуђеровић
- Лазарески
- Б. Манчев
- Миловановић
- Панић
- Петровић
- М. Петровић (потпредседник)
- Никола Поповић Нина
- Радуловић
- М. Сарић
- Станковић
- Мане Станковић
- М. Станојевић
- С. Станчић
- Стефановић (потпредседник)
- Стојановић
- Тасић
- Урошевић

## Списак чланова Управног и Надзорног одбора
| Списак чланова Управног и Надзорног одбора спорт клуба „Хајдук”. Који су изабрани на оснивачкој скупштини 4. септембра 1938. године | Списак чланова Управног и Надзорног одбора спорт клуба „Хајдук”. Који су изабрани на оснивачкој скупштини 4. септембра 1938. године | Списак чланова Управног и Надзорног одбора спорт клуба „Хајдук”. Који су изабрани на оснивачкој скупштини 4. септембра 1938. године | Списак чланова Управног и Надзорног одбора спорт клуба „Хајдук”. Који су изабрани на оснивачкој скупштини 4. септембра 1938. године | Списак чланова Управног и Надзорног одбора спорт клуба „Хајдук”. Који су изабрани на оснивачкој скупштини 4. септембра 1938. године | Списак чланова Управног и Надзорног одбора спорт клуба „Хајдук”. Који су изабрани на оснивачкој скупштини 4. септембра 1938. године |
| РБР | Име и презиме | Занимање | Улица у којој станује | БрК | Функција у клубу |
| --- | --- | --- | --- | --- | --- |
| 1. | Тома Згомбић | Грађевинац | Будмакијева (?) | 35 | Председник клуба |
| 2. | Лаза Радончин | Службеник удружене банке | Јукићева | 12 | Потпредседник |
| 3. | Војислав Јањић | Кафеџија | Краља Александра | 388 | Потпредседник |
| 4. | Војин Томић | Трговац | Јукићева | 4 | Секретар |
| 5. | Владимир Коњикушић | Службеник завода за израду војне опреме                                                                                             | Кнез Арсенова | 4 | Секретар |
| 6. | Мустафа Софтић | Електричар Д.Т. и О. | Раљска | 2 | Благајник |
| 7. | Милутин Рафаиловић | Бравар | Павла Бакића | 2 | Економ |
| 8. | Јусуф Капиџић | Столар | Пожаревачка | 33 | Члан управе |
| 9. | Филип Зечевић | Служитељ | Генерала Золе | 16 | Члан управе |
| 10. | Радослав Константиновић | Обућар у заводу за војну опрему | Мис Ирбијеве | 26 | Члан управе |
| 11. | Тома Милетић | Електричар Д.Т. и О. | Ковачева | 19 | Члан управе |
| 12. | Никола Јовић | Електро-монтер | Миладинова | 22 | Члан управе |
| 13. | Јозев Мергел | Инкасант | Др Рајса | 19 | Члан управе |
| 14. | Раде Јанаћковић | Контролор Д.Т. и О. | Мис Ирбијеве | 16 | Председник Надзорног одбора |
| 15. | Никола Анастасијевић | Керамичар | Козарчева | 4 | Потпредседник Надзорног одбора |
| 16. | Ратко Милорадовић | Кондуктер Д.Т. и О. | Мис Ирбијеве | 6 | Секретар Надзорног одбора |
| 17. | Драган Лападатовић | Кројач | Јукићева | 2 | Члан Надзорног одбора |
| 18. | ....... | | | | |

## Тренери
| - Владимир Батричевић Баћа - Бранислав Војиновић - Ђорђе Герум - Миша Гојковић - Бранко Ђокић - Милорад Ђорђевић Пире - Михаило Ивановић - Мирослав Јовановић - Никола Јовановић - Славко Јовић |  | - Јовица Кљајић - Предраг Мудреша - Милољуб Остојић - Александар Павловић - Мирослав Раденовић Грба - Јова Тарана - Лазар Тасић (†17.V.2003.) - Коста Томашевић - Ђура Чокић |

## Неки играчи пре Другог светског рата
- [1]
- Аранђеловић
- Миле Весић
- Жарко Винчић
- С. Гавриловић
- Миша Гојковић
- Исак Демајо
- Моша Демајо
- Милан Ђорђевић Ђуле
- Драгољуб Екмеџић Лала
- Зорица Ж.
- Душко Јанаћковић Брале
- Синиша Јанаћковић
- Божидар Јаношевић
- Д. Јовановић
- И. Јовановић
- Лале Јовановић
- Ратко Јовановић
- Јовица Кљајић
- Драгољуб Младеновић
- Раја Николић
- Нишлић
- Д. Поповић
- Никола Радовановић
- Р. Радосављевић
- Паја Рељин
- Миле Стојановић Жица
- Александар Тодоровић
- Стеван Тодоровић
- Томић
- Раша Томић Паприкаш

## Неки играчи ’50-тих година
| - Анастасијевић - Анастасијевић Кића - Аризановић Ариза - Бајић - Бата - Бојић - Брковић - Винчић - Вићентијевић Вића - Генчић - Виденовић Гиша - Глигоријевић - Гојковић - Лазар Гроздановић - Боривоје Давидовић Рогац - Јова Дробац |  | - Думбе - Ђорђевић - Ђорђевић - Иван Зима (†2009) - Зинајић - Драгољуб С. Ивановић - Илић - Кине Јанковић - Јелача - Јовановић - Душан Јовановић - Ика Јовановић - Кљајић - Милорад Ковачевић - Коњикушић - Кошутић |  | - Лекић - Томислав К. Манцовић - Петар Цветка Маринковић - Маџар - Милосављевић - Мића Канаринац - Марко Максима Мукулин - Нарој - Никић - Никола Данила Никшић - Душан М. Павловић - Милош М. Павловић - Панић Фонтен - Перага - Перовић - Петровић |  | - Поповић - Почуча - Радовановић - Љуба Радошевић - Рељин - Слободан Јована Рипић - Ристић - Рогић - Томислав Ненада Савић - Душан Станковић - Манасије Дафила Станковић - Станковић Мане - Томић - Хусовић |  |  |

## Бивши играчи
- [1]
- Светолик Алексић Толе
- Милош Алиловић
- Бане Андрејевски
- Владимир Андрић Фегица
- Аранитовић
- Аћимовић
- Бајић
- Владимир Батрићевић Баћа
- В. Батричевић
- Бејатовић
- Белић
- Небојша Белоица Бели
- Михајло Белчевић Мића Силвер
- Богдановић
- Бојић
- Бернард Бојс[ба]
- Братић
- Љуба Бркић
- Буквић
- Драгутин Веланац Бата
- Величковић Креша
- Александар Веселиновић
- Вићентијевић
- Бранко Војиновић
- Миљан Вукадиновић
- Драган Вуковић Рус
- Вулетић
- Гагић
- Голић
- Ренато Грбић
- Грујић
- Гудан
- Давидовић
- Мирко Дамјановић
- Дамњановић
- Дачић
- Бранислав Димитријевић Диме
- Жељко Димитров
- Бранислав Димитровски Диме
- Домазетовић
- Драгићевић
- Драгичевић
- Дукић
- Дуљај
- Дупало
- Слободан Дутина Цврле
- Горан Ђаловић
- Ђоловић
- Ђорђевић
- Бранислав Ђурић
- Живановић
- Марјан Живковић
- Владан Жикић
- Жорић
- Жугић
- Жутобрадић
- Зец
- Мића Игњатовић
- Јевић
- Бане Јовановић
- Слободан Јовановић Суки
- Јоксимовић
- Владимир Јоцић
- Живојин Јушкић
- Бојан Кајго
- Калајџић
- Андрија Калуђеровић
- Катнић
- Клобучар
- Филип Кљајић
- Кнежевић
- Саша Ковачевић
- Игор Којић
- Цвијић Кокеза (†????)
- Александар Колаковић
- Слободан Константинов Боба кифла
- Богдан Корак
- Милорад Кораћ
- Костић[бб]
- Драгутин Костић Гутина
- Кочевић
- Кукољ
- Фикрет Кургаш
- Куртовић
- Кутановски Чока
- Никола Лазетић
- Лазић
- Ловрић
- Лукић
- Љутица
- Максимовић
- С. Маринковић
- Славко Марић
- Марјановић
- Миленко Марковић
- Марковић[бв]
- Петар Маслаћ († 2010)
- Дане Медић
- Војко Механџић
- Милош Мијић
- Милекић
- Миодраг Миленковић
- Миленовић
- Исаило Милићевић Иса
- Божур Милошевић Ћела
- Миле Милошевски
- Борислав Михаиловић Бора
- Винча Михајловић
- Звонко Михајловски[бг]
- Џо Михаљеви
- Момчиловић
- Мучибабић
- Несторовић
- Љуба Никић
- Д. Николић[бд]
- Драган Николић
- Р. Николић
- Нинковић
- С. Обрадовић
- Милош Остојић
- Павлица
- Лазар Пајовић
- Пауновић
- Паучинац
- Пејчић
- Перић
- Бранислав Петковић Бобан
- Пљакић
- Богић Поповић Боби
- Драган Поповић Куки
- Никола Поповић Нина (†2014)
- Прегељ
- Прекић
- Протић
- Пушкаш
- Радановић
- Мирослав Раденовић Грба(†2014)
- Радески
- Раде Радисављевић Кондор[бђ]
- Радоњић
- Рајевац
- Милорад Рајковић Гиле
- Миодраг Ракчевић Цига
- Гага Ристић
- М. Ритановић
- Никола Рнић
- Хајрудин Ровчанин
- Бранко Росић
- М. Рудан
- Борис Савић
- Драган Симић Симке
- Горан Симов
- Симоновић
- Синђић
- Спасојвић
- Бане Срећковић
- Ставрић
- Станојевић
- Перица Станчески
- Мира Стефановић „Зврндов” (†????)
- Стефановић[бе]
- Стиле (†????)
- Стојановић
- Тасић
- Терзић
- Тица
- Тодоровић
- Томић
- Торић
- Момчило Тошић Тошке
- Тришић
- Туцовић
- Томислав Ћоровић Тока
- Владица Ћурћић
- Крстивоје Филиповић
- Раде Филиповић Шишко
- Цветковић
- Александар Чабрило Ружа
- Чанић
- Чојбашић
- Томислав Чоровић Тока
- Чујовић
- Чујовић
- Чучак
- Шепецан
- Штрбић

## Играчи који су поникли или наступали за Хајдук
- [1]

- Алиловић Милош (Рад)
- Буђа Александар Аца (Борац Бања Лука, Раднички Београд)
- Вукадиновић Миљан (Таборско Чешка, Млада Болеслав Чешка, Славија Праг Чешка, Напредак Крушевац, Војводина)
- Димитров Жељко (ОФК Београд, Фјардабигд, Исланд)
- Дишљенковић Владимир (Црвена звезда, Напредак Крушевац, Металург Доњецк, Металист Харков)
- Дробац Јован (Вардар)
- Дукић (Рад)
- Дутина Слободан Цврле (Спарта Ротердам)
- Бранислав Ђурић (ОФК Београд)
- Живадиновић Милан (Вардар)
- Живковић Марјан
- Јовановић Слободан Суки (прва лига у Аустралији)
- Јоцић Владимир (Раднички Ниш, Партизан, Напредак Крушевац)
- Јушкић Живојин (Обилић, када је био шампион)
- Калуђеровић Андрија (ОФК Београд, Спартак Суботица, Рад, Црвена звезда, Расинг Сантандер, Војводина, Олимпија)
- Караси Станислав  (НК Борово, Црвена звезда, ФК Лил, ФК Антверпен, Buffalo Stallions, New York Arrows,
ОФК Београд)
- Карлеандро Фабио да Силва
- Кљајић Филип (Рад, Партизан)
- Ковачевић Саша (Обилић, када је био шампион)
- Којић Игор (Динамо Букурешт)
- Колаковић Александар
- Корак Богдан (Рад, Реал Мурсија, Форверц Штајер, Могрен)
- Кораћ Милорад (Хазар Ланкаран, Азербејџан)
- Лукић (Јужна Кореја)
- Марић Славко (Младост Лучани)
- Марјановић Милан (Борово)
- Марјановић Никола (Борово)
- Мијић Милош  (ОФК Београд)
- Митић Благоје  (Црвена звезда, Раднички Ниш)
- Момчиловић (Приштина)
- Милош Остојић (Спартак Суботица)
- Пајовић Лазар (Нови Пазар)
- Пауновић (Чукарички)
- Петковић Бранислав Бане (ХНК Ријека)
- Петровић Владимир  Пижон (Црвена звезда, Арсенал, Ројал Антверп, Стад Бресто, Стандард, Нанси)
- Петровић Цане (ОФК Београд)
- Поповић Богић Боби (репрезентација, млађе категорије) (Шведска)
- Поповић Драган Куки (репрезентација, млађе категорије)
- Пушкаш (Јужна Кореја)
- Радановић (Рад)
- Радисављевић Раде Кондор[бђ] (Дорћол Београд, Раднички Ниш, Олимпија Љубљана, Вардар Скопље,
 ОФК Београд, Чукарички Београд)
- Ранковић [Зоран
- Рнић Никола (Чукарички|)]])
- Ровчанин Хајрудин (ОФК Београд)
- Росић Бранко (Рад)
- Савић Борис (Борац Бања Лука)
- Савић Мирослав (Хазар Ланкаран)
- Симов Горан (Вардар)
- Синђић (Мексико)
- Станојевић Александар (Партизан[бж])
- Станчески Перица (Чукарички)
- Стипић [Бранко (Слобода Тузла)
- Стипић Никола (Црвена звезда)
- Стипић Ћира  (Слобода Тузла)
- Томић (Немачка)

- Владимир Петровић Пижон
- Урош Лазовића Шустер, Пижон
и Мића Брица 1968.
- Станислав Караси
1982 — 1983.
- Владимир Дишљенковић
2000 — 2001.
- Андрија Калуђеровић 2005.
- Радисављевић
Раде Кондор[бђ]
- Игор Којић
- Богдан Корак
- Александар Станојевић
- Владимир Јоцић
- Борис Савић

## Рокери, Политичари и Остали
Кроз ФК „Хајдук” прошло је много фудбалера који су касније имали успешне каријере на другим пољима.
- Ненад Стаматовић Инструктор Неле (Рок-гитариста који се прославио са групом Бајага и инструктори.)
- Звонко Михајловски (У хокеју на леду репрезентативац СФРЈ и познати спортски коментатор)
- Љубомир Магаш Љуба Земунац (Чувени чврсти момак београдског асфалта)
- Јово Почуча (Атлетски тренер и кондициони тренер у фудбалу)
- Др Миливоје Ерцег (Започео спортску каријеру у Хајдуку, а касније је био и физиотерапеут фудбалске репрезентације)
- Живадин Обреновић (Председник општине Звездаре)
- Касим Хусовић (Високи политички функционер)

У клубу су били и други људи који су уз фудбал завршили високе школе и факултете.

## Последњи пут у дресу Хајдука
Ветерани одлазе.
Управа Хајдука приредила опроштај својим заслужним фудбалерима, тројици асова који су заједно
одиграли у белом дресу преко 1.500 (Грба преко 400 и Нина преко 800) утакмица.
Уз цвеће и пригодне поклоне, растали се од фудбала и зеленог терена, верних навијача, од свега лепо што спорт доноси.
На опроштају је присуствовало преко 1.000 гледалаца на стадиону Хајдука на Лиону.

## „Голубови” памте
Милан Петровић Пеки (†24. новембар 2008. година)
Милан бивши фудбалер, председник и дугогодишњи члан руководства прволигаша Хајдука са Лиона.
Петровић ће вечно живети у срцима симпатизера Хајдуковаца.
Ивана Зиму и Уроша Лазовића Шустер
|  |  |  |

Верни клубу до краја
Минут ћутања на Лиону пре него што је званично кренула лопта у сезони 2009/10.
Фудбалери Хајдука и Синђелића одали су на центру последњу почаст двојици недавно преминулих
Ивану Зими, фудбалеру са највише утакмица у дресу „голубова” који је целу каријеру провео
играјући за Лионце и Урошу Лазовићу Шустер, дугогодишњем пријатељу клуба и члан Управног одбора клуба.
Милосава Раденовића Грба

Од пионира до тренера
Почео је као 17-годишњак у Хајдука с Лиона, шест сезона је носио дрес овога клуба.
Каријеру је касније наставио у Железнику из Београда и Младом раднику из Пожаревца.
У сезони 1971/72. као члан Железника понео је ласкаву титула најбољег фудбалера
у Првој Београдској лиги.
Тренерским позивом почео је да се бави у Хајдуку 1973. године, потом је радио у Графичару.
Из клуба са Топчидерске звезде пут га води у Нигерију где је остао две и по године.
Успео је са Ракан Роверсом да освоји шампионску титулу.
У Рад је дошао 1. јуна 1979. године и од тада, па све до тренерског дебија на друголигашкој
сцени против Тимок Кристала, био је учитељ пионира.
Николу Поповића Нине
Легенда Хајдука
Уметник у копачкама, стални члан аматерске репрезентације Београда.
Прославио се као лева полутка „Белих голубова”, за које је одиграо преко 800 утакмица.
Поред Хајдука играо је и за београдски Раднички, када је био у Првој лиги СФРЈ и за Дорћол.
После играчке каријере остао је у тиму са Лиона у којем је најпре обављао функцију техничког
директора да би током осамдесетих као председник водио Хајдук кроз најуспешније године
у историји клуба.
Љубомир Поповић Пута (Бијело Поље 1946. — Београд †7. јула 2021. година)
| Љубомир Поповић Пута |  | Децембарска награда 1994. година |  | Пута један од симбола београдског Хајдука са Лиона, последњу битку није добио. Знао је многе радости и фудбалске лепоте када су његови „Голубови” са Лиона два пута одлетели у друштво наших највећих клубова. Био је деценијама заштитни знак Хајдука, волео је и живео за фудбал и клуб. Захваљујући њему и бројним пријатељима сачувао је најдражи клуб од одласка са фудбалске мапе Београда |

## Тим из 1937. године
| Прва утакмица као ФК „Хајдук” одиграна 6. октобра 1937. године против ФК „Балкан” и изгубио са 1:0. |
| |
| С лева, Стоје: Милан Ђорђевић Ђуле, Раша Томић Паприкаш, С. Гавриловић, Д. Поповић, Миле Стојановић Жица, Душко Јанаћковић Брале, Синиша Јанаћковић Чуче: Никола Радовановић, Драгољуб Екмеџић Лала, Раја Николић |

## Легенде ’50-тих година
| | |
| Игралиште Хајдука 1950. година | Екипа из сезоне 1951/52. година С лева, Стоје: Панић (члан управе), Маџар, Лекић, Анастасијевић, Кића Анастасијевић, Хусовић, Миле, Савић, Павловић, Јоветић (секретар) Чуче: Павловић, Јовановић I, Ристић, Саша, Јовановић |
| | |
| Екипа из 1952/53. година, Стоје: Глигоријевић, Хусовић, Ика Јовановић, Радошевић, Петровић, Кљајић, Јанковић, Гојковић(тренер) чуче: Јовановић, Давидовић Рогац, Ристић, Ђорђевић | Екипа за сезону 1953/54. година Игралиште Хајдука 1953. година |

| Прваци Друге Београдске лиге за сезону 1956/57. годину |  | \| \| \| Стоје с лева: Вићентијевић, Рогић, Аризановић Виденовић, Дробац, Нарој, Кљајић (тренер) Чуче: Панић, Давидовић , Ж. Анастасијевић, М. Станковић и Кошутић[37] \| |
| |  | |
| Стоје с лева: Вићентијевић, Рогић, Аризановић Виденовић, Дробац, Нарој, Кљајић (тренер) Чуче: Панић, Давидовић , Ж. Анастасијевић, М. Станковић и Кошутић |  | |

## ТурнириФК Синђелић Београдучаст дана РепубликеСФРЈ29. новембра

### Мане на рукама навијача 1965. године
|       |    | Победници турнира Синђелића \| Год. \| Л. \| Клуб \| \| ----- \| -- \| ----------------------- \| \| 1953. \| \| Обилић (Београд) \| \| 1954. \| \| Обилић (Београд) \| \| 1955. \| \| Графичар (Београд) \| \| 1956. \| \| Графичар (Београд) \| \| 1957. \| \| Слобода (Београд) \| \| 1958. \| \| Синђелић (Београд) \| \| 1959. \| \| Графичар (Београд) \| \| 1960. \| \| Вождовачки (Београд) \| \| 1961. \| \| Млади Полетер (Београд) \| \| 1962. \| \| Хајдук (Београд)) \| \| 1963. \| \| Вождовачки (Београд) \| \| 1964. \| \| Вождовачки (Београд) \| \| 1965. \| \| Хајдук (Београд)) \| \| 1966. \| \| Хајдук (Београд)) \| \| 1967. \| \| Синђелић (Београд) \| \| 1970. \| \| Синђелић (Београд) \| \| 1971. \| \| Синђелић (Београд) \| |
| Год.  | Л. | Клуб |
| 1953. |    | Обилић (Београд) |
| 1954. |    | Обилић (Београд) |
| 1955. |    | Графичар (Београд) |
| 1956. |    | Графичар (Београд) |
| 1957. |    | Слобода (Београд) |
| 1958. |    | Синђелић (Београд) |
| 1959. |    | Графичар (Београд) |
| 1960. |    | Вождовачки (Београд) |
| 1961. |    | Млади Полетер (Београд) |
| 1962. |    | Хајдук (Београд)) |
| 1963. |    | Вождовачки (Београд) |
| 1964. |    | Вождовачки (Београд) |
| 1965. |    | Хајдук (Београд)) |
| 1966. |    | Хајдук (Београд)) |
| 1967. |    | Синђелић (Београд) |
| 1970. |    | Синђелић (Београд) |
| 1971. |    | Синђелић (Београд) |

## Златна плакета у правим рукама, март 1993. године
Златна плакета ЈСЛ „СПОРТ” признање који су добијали спортисти, спортски радници и тренери припала је Радету Радисављевићу Кондор, који је шест златних година у провео у Хајдуку.
У анкети листа „СПОРТ” од стране новинара, играча, тренера... „вечита прзница” Раде Радисављевић Кондор проглашена је за „краља” београдских терена.
Раде Радисављевић Кондор играо је за Хајдук из Београда, Дорћол из Београда, Чукарички из Београда, Раднички из Ниша, Олимпија из Љубљане, Вардар из Скопља, ОФК Београд, Пролетер из Зрењанина.
Фудбалер који сигурно није постигао висине које су му прорицали, али се зато својим фудбалским шармом сместио у срца свих истинских заљубљеника у најлепшу споредну ствар на свету.
Друго место у том избору освојио је Владимир Батричевић Баћа, такође из Хајдука.

## Освајачи купа ослобођењаБеограда
Куп ослобођења Београда 1980. година
Стоје слева: Милић (економ), Михајловић, К. Филиповић, Вавић,
Стојановић, Милошевић, Ракчевић, Батричевић, Симоновић
Седе: Петровић (технико), Андрић, Милошевски, Р. Филиповић,
Радисављевић, Чабрило, Жикић, Кнежевић, Богдановић, Павловић (пом. тренер)
Куп ослобођења Београда 1992. година

Стоје слева: Остојић (тренер), Вићентијевић и Лазарески (чланови управе),
Тодоровић (физиотерапеут), Цветковић, Рајевац, Торић, Томић, Перић, Нинковић,
Јовановић, Вукадиновић, Ђокић (пом. тренер), Тасић (секретар)
Чуче: Ђурашковић (председник), најмлађи навијач, Поповић (директор),
Стојановић, Лукић, Дукић, Ристић, Пушкаш, Ставрић, Алексић, Белић, Стефановић (потпредседник)

## Аматерски репрезентативци Хајдука
- Владимир Батрићевић Баћа
- Драгутин Веланац Бата
- Вићентијевић Вића
- Гагић
- Бранислав Димитровски Диме
- Слободан Дутина Цврле
- Иван Зима
- Слободан Константинов Боба кифла
- Петар Маслаћ
- Драган Николић
- Богић Поповић Боби
- Драган Поповић Куки
- Никола Поповић Нина
- Мирослав Раденовић Грба
- Раде Радисављевић Кондор
- Милорад Рајковић Гиле
- Мане Станковић
- Мира Стефановић „Зврндов”

## Утакмица аматерских репрезентацијаБеоградаиЗагреба
Поводом прославе Дана ослобођења Београда, уторак 18. октобра 1966. на игралишту Хајдука
одиграла се традиционална утакмица између аматерских репрезентација Београда и Загреба 4:2 (2:1)

## Табеле од 1952/53 до 1965/66.
|       | Опис                    |
| ----- | ----------------------- |
| М     | Место на табели         |
| Одиг. | Број одиграних утакмица |
| Поб.  | Број победа             |
| Нер.  | Број нерешених          |
| Пор.  | Број пораза             |
| ДГ    | Број датих голова       |
| ПГ    | Број примљених голова   |
| ГР    | Гол разлика             |
| БОД.  | Број освојених бодова   |

|  | Виши ранг такмичења |
|  | Нижи ранг такмичења |

### Сезоне од 1952/53 до 1954/55.
| Сезона 1952/53. Први „Б” Разред | Сезона 1952/53. Први „Б” Разред | Сезона 1952/53. Први „Б” Разред | Сезона 1952/53. Први „Б” Разред | Сезона 1952/53. Први „Б” Разред | Сезона 1952/53. Први „Б” Разред | Сезона 1952/53. Први „Б” Разред | Сезона 1952/53. Први „Б” Разред | Сезона 1952/53. Први „Б” Разред | Сезона 1952/53. Први „Б” Разред |
| ------------------------------- | ------------------------------- | ------------------------------- | ------------------------------- | ------------------------------- | ------------------------------- | ------------------------------- | ------------------------------- | ------------------------------- | ------------------------------- |
| М                               | Клуб                            | Одиг                            | Поб                             | Нер                             | Пор                             | ДГ                              | ПГ                              | ГР                              | Бод                             |
| 1.                              | Графичар, Београд               | 18                              | 13                              | 3                               | 2                               | 58                              | 22                              | 36                              | 29                              |
| 2.                              | Хајдук, Београд                 | 18                              | 10                              | 4                               | 4                               | 61                              | 34                              | 27                              | 24                              |
| 3.                              | Синђелић, Београд               | 18                              | 11                              | 1                               | 6                               | 50                              | 33                              | 17                              | 23                              |
| 4.                              | Сењак, Београд                  | 18                              | 7                               | 7                               | 4                               | 39                              | 36                              | 3                               | 21                              |
| 5.                              | Поштар, Београд                 | 18                              | 7                               | 5                               | 6                               | 34                              | 33                              | 1                               | 19                              |
| 6.                              | Обилић, Београд                 | 18                              | 5                               | 5                               | 8                               | 49                              | 62                              | -13                             | 15                              |
| 7.                              | Техничар, Београд               | 18                              | 5                               | 5                               | 8                               | 36                              | 48                              | -12                             | 15                              |
| 8.                              | Жарково, Жарково                | 18                              | 3                               | 7                               | 8                               | 39                              | 46                              | -7                              | 13                              |
| 9.                              | Јединство, Бежанија             | 18                              | 4                               | 5                               | 9                               | 29                              | 55                              | -26                             | 13                              |
| 10.                             | Палилулац, Београд              | 18                              | 3                               | 2                               | 13                              | 27                              | 53                              | -26                             | 8                               |

| Сезона 1953/54. Подсавезна лига Београд | Сезона 1953/54. Подсавезна лига Београд | Сезона 1953/54. Подсавезна лига Београд | Сезона 1953/54. Подсавезна лига Београд | Сезона 1953/54. Подсавезна лига Београд | Сезона 1953/54. Подсавезна лига Београд | Сезона 1953/54. Подсавезна лига Београд | Сезона 1953/54. Подсавезна лига Београд | Сезона 1953/54. Подсавезна лига Београд | Сезона 1953/54. Подсавезна лига Београд |
| --------------------------------------- | --------------------------------------- | --------------------------------------- | --------------------------------------- | --------------------------------------- | --------------------------------------- | --------------------------------------- | --------------------------------------- | --------------------------------------- | --------------------------------------- |
| М                                       | Клуб                                    | Одиг                                    | Поб                                     | Нер                                     | Пор                                     | ДГ                                      | ПГ                                      | ГР                                      | Бод                                     |
| 1.                                      | Јединство, Земун                        | 22                                      | 17                                      | 1                                       | 4                                       | 71                                      | 33                                      | 38                                      | 35                                      |
| 2.                                      | Шумадија, Београд                       | 22                                      | 14                                      | 3                                       | 5                                       | 47                                      | 23                                      | 24                                      | 31                                      |
| 3.                                      | Чукарички, Београд                      | 22                                      | 13                                      | 4                                       | 5                                       | 40                                      | 28                                      | 12                                      | 30                                      |
| 4.                                      | Графичар, Београд                       | 22                                      | 12                                      | 1                                       | 9                                       | 43                                      | 39                                      | 4                                       | 25                                      |
| 5.                                      | Славија, Београд                        | 22                                      | 10                                      | 5                                       | 7                                       | 35                                      | 34                                      | 1                                       | 22                                      |
| 6.                                      | Хајдук, Београд                         | 22                                      | 10                                      | 2                                       | 10                                      | 50                                      | 37                                      | 13                                      | 22                                      |
| 7.                                      | Шећеранац, Београд                      | 22                                      | 9                                       | 4                                       | 9                                       | 31                                      | 27                                      | 4                                       | 22                                      |
| 8.                                      | Раковица, Београд                       | 22                                      | 9                                       | 3                                       | 10                                      | 32                                      | 44                                      | -12                                     | 21                                      |
| 9.                                      | Медицинар, Београд                      | 22                                      | 8                                       | 4                                       | 10                                      | 31                                      | 37                                      | -6                                      | 20                                      |
| 10.                                     | Занатлија, Београд                      | 22                                      | 6                                       | 3                                       | 13                                      | 37                                      | 49                                      | -12                                     | 15                                      |
| 11.                                     | Душановац, Београд                      | 22                                      | 5                                       | 4                                       | 13                                      | 31                                      | 53                                      | -22                                     | 14                                      |
| 12.                                     | Будућност, Земун                        | 22                                      | 1                                       | 2                                       | 19                                      | 29                                      | 73                                      | -44                                     | 4                                       |

| Сезона 1954/55. Подсавезна лига Београд | Сезона 1954/55. Подсавезна лига Београд | Сезона 1954/55. Подсавезна лига Београд | Сезона 1954/55. Подсавезна лига Београд | Сезона 1954/55. Подсавезна лига Београд | Сезона 1954/55. Подсавезна лига Београд | Сезона 1954/55. Подсавезна лига Београд | Сезона 1954/55. Подсавезна лига Београд | Сезона 1954/55. Подсавезна лига Београд | Сезона 1954/55. Подсавезна лига Београд |
| --------------------------------------- | --------------------------------------- | --------------------------------------- | --------------------------------------- | --------------------------------------- | --------------------------------------- | --------------------------------------- | --------------------------------------- | --------------------------------------- | --------------------------------------- |
| М                                       | Клуб                                    | Одиг                                    | Поб                                     | Нер                                     | Пор                                     | ДГ                                      | ПГ                                      | ГР                                      | Бод                                     |
| 1.                                      | БУСК, Београд                           | 22                                      | 13                                      | 4                                       | 5                                       | 56                                      | 25                                      | 31                                      | 30                                      |
| 2.                                      | Графичар, Београд                       | 22                                      | 12                                      | 6                                       | 4                                       | 46                                      | 31                                      | 15                                      | 30                                      |
| 3.                                      | Полет, Београд                          | 22                                      | 11                                      | 5                                       | 6                                       | 41                                      | 31                                      | 10                                      | 27                                      |
| 4.                                      | ИМ Раковица, Београд                    | 22                                      | 10                                      | 4                                       | 8                                       | 41                                      | 32                                      | 9                                       | 24                                      |
| 5.                                      | Занатлија, Београд                      | 22                                      | 9                                       | 6                                       | 7                                       | 38                                      | 30                                      | 8                                       | 24                                      |
| 6.                                      | Шећеранац, Београд                      | 22                                      | 9                                       | 5                                       | 8                                       | 36                                      | 33                                      | 3                                       | 23                                      |
| 7.                                      | БАСК, Београд                           | 22                                      | 8                                       | 6                                       | 8                                       | 33                                      | 25                                      | 8                                       | 22                                      |
| 8.                                      | Поштар, Београд                         | 22                                      | 8                                       | 6                                       | 8                                       | 30                                      | 41                                      | -11                                     | 22                                      |
| 9.                                      | Хајдук, Београд                         | 22                                      | 8                                       | 4                                       | 10                                      | 53                                      | 44                                      | 9                                       | 20                                      |
| 10.                                     | Жарково, Жарково                        | 22                                      | 9                                       | 1                                       | 12                                      | 33                                      | 44                                      | -11                                     | 19                                      |
| 11.                                     | Наша крила, Земун                       | 22                                      | 6                                       | 6                                       | 10                                      | 39                                      | 43                                      | -4                                      | 18                                      |
| 12.                                     | Медицинар, Београд                      | 22                                      | 1                                       | 3                                       | 18                                      | 18                                      | 85                                      | -67                                     | 5                                       |

### Сезоне од 1955/56 до 1957/58.
| Сезона 1955/56. Подсавезна лига Београд | Сезона 1955/56. Подсавезна лига Београд | Сезона 1955/56. Подсавезна лига Београд | Сезона 1955/56. Подсавезна лига Београд | Сезона 1955/56. Подсавезна лига Београд | Сезона 1955/56. Подсавезна лига Београд | Сезона 1955/56. Подсавезна лига Београд | Сезона 1955/56. Подсавезна лига Београд | Сезона 1955/56. Подсавезна лига Београд | Сезона 1955/56. Подсавезна лига Београд |
| --------------------------------------- | --------------------------------------- | --------------------------------------- | --------------------------------------- | --------------------------------------- | --------------------------------------- | --------------------------------------- | --------------------------------------- | --------------------------------------- | --------------------------------------- |
| М                                       | Клуб                                    | Одиг                                    | Поб                                     | Нер                                     | Пор                                     | ДГ                                      | ПГ                                      | ГР                                      | Бод                                     |
| 1.                                      | Графичар, Београд                       | 22                                      | 14                                      | 6                                       | 2                                       | 46                                      | 20                                      | 26                                      | 34                                      |
| 2.                                      | Чукарички, Београд                      | 22                                      | 9                                       | 9                                       | 4                                       | 30                                      | 24                                      | 6                                       | 27                                      |
| 3.                                      | Синђелић, Београд                       | 22                                      | 9                                       | 7                                       | 6                                       | 38                                      | 31                                      | 7                                       | 25                                      |
| 4.                                      | Хајдук, Београд                         | 22                                      | 7                                       | 10                                      | 5                                       | 38                                      | 33                                      | 5                                       | 24                                      |
| 5.                                      | ИМ Раковица, Београд                    | 22                                      | 8                                       | 8                                       | 6                                       | 38                                      | 37                                      | 1                                       | 24                                      |
| 6.                                      | Слобода, Београд                        | 22                                      | 8                                       | 7                                       | 7                                       | 26                                      | 30                                      | -4                                      | 23                                      |
| 7.                                      | Полет, Београд                          | 22                                      | 8                                       | 6                                       | 8                                       | 31                                      | 33                                      | -2                                      | 22                                      |
| 8.                                      | БАСК, Београд                           | 22                                      | 6                                       | 9                                       | 7                                       | 49                                      | 41                                      | 8                                       | 21                                      |
| 9.                                      | Занатлија, Београд                      | 22                                      | 7                                       | 6                                       | 9                                       | 36                                      | 32                                      | 4                                       | 20                                      |
| 10.                                     | Поштар, Београд                         | 22                                      | 8                                       | 4                                       | 10                                      | 34                                      | 31                                      | 3                                       | 20                                      |
| 11.                                     | Шећеранац, Београд                      | 22                                      | 6                                       | 3                                       | 13                                      | 27                                      | 47                                      | -20                                     | 15                                      |
| 12.                                     | Жарково, Београд                        | 22                                      | 2                                       | 5                                       | 15                                      | 24                                      | 58                                      | -34                                     | 9                                       |

| Сезона 1956/57. Подсавезна лига Београд | Сезона 1956/57. Подсавезна лига Београд | Сезона 1956/57. Подсавезна лига Београд | Сезона 1956/57. Подсавезна лига Београд | Сезона 1956/57. Подсавезна лига Београд | Сезона 1956/57. Подсавезна лига Београд | Сезона 1956/57. Подсавезна лига Београд | Сезона 1956/57. Подсавезна лига Београд | Сезона 1956/57. Подсавезна лига Београд | Сезона 1956/57. Подсавезна лига Београд |
| --------------------------------------- | --------------------------------------- | --------------------------------------- | --------------------------------------- | --------------------------------------- | --------------------------------------- | --------------------------------------- | --------------------------------------- | --------------------------------------- | --------------------------------------- |
| М                                       | Клуб                                    | Одиг                                    | Поб                                     | Нер                                     | Пор                                     | ДГ                                      | ПГ                                      | ГР                                      | Бод                                     |
| 1.                                      | Наша крила, Земун                       | 26                                      | 14                                      | 9                                       | 3                                       | 63                                      | 40                                      | 23                                      | 37                                      |
| 2.                                      | ТСК Шумадија, Београд                   | 26                                      | 14                                      | 5                                       | 7                                       | 49                                      | 32                                      | 17                                      | 33                                      |
| 3.                                      | Полет, Београд                          | 26                                      | 9                                       | 11                                      | 6                                       | 46                                      | 45                                      | 1                                       | 29                                      |
| 4.                                      | Београд, Београд                        | 26                                      | 10                                      | 8                                       | 8                                       | 69                                      | 59                                      | 10                                      | 28                                      |
| 5.                                      | Слобода, Београд                        | 26                                      | 10                                      | 7                                       | 9                                       | 50                                      | 34                                      | 16                                      | 27                                      |
| 6.                                      | Јединство, Земун                        | 26                                      | 10                                      | 7                                       | 9                                       | 54                                      | 45                                      | 9                                       | 27                                      |
| 7.                                      | Обилић, Београд                         | 26                                      | 11                                      | 5                                       | 10                                      | 56                                      | 49                                      | 7                                       | 27                                      |
| 8.                                      | Занатлија, Београд                      | 26                                      | 12                                      | 3                                       | 11                                      | 47                                      | 42                                      | 5                                       | 27                                      |
| 9.                                      | Чукарица, Београд                       | 26                                      | 10                                      | 7                                       | 9                                       | 44                                      | 57                                      | -13                                     | 27                                      |
| 10.                                     | Хајдук, Београд                         | 26                                      | 9                                       | 8                                       | 9                                       | 49                                      | 44                                      | 5                                       | 26                                      |
| 11.                                     | БАСК, Београд                           | 26                                      | 11                                      | 3                                       | 12                                      | 50                                      | 57                                      | -7                                      | 25                                      |
| 12.                                     | ИМ Раковица, Београд                    | 26                                      | 8                                       | 5                                       | 13                                      | 47                                      | 60                                      | -13                                     | 21                                      |
| 13.                                     | Синђелић, Београд                       | 26                                      | 7                                       | 6                                       | 13                                      | 39                                      | 54                                      | -15                                     | 20                                      |
| 14.                                     | Булбудерац, Београд                     | 26                                      | 2                                       | 6                                       | 18                                      | 31                                      | 76                                      | -45                                     | 10                                      |

| Сезона 1957/58. Подсавезна лига Београд | Сезона 1957/58. Подсавезна лига Београд | Сезона 1957/58. Подсавезна лига Београд | Сезона 1957/58. Подсавезна лига Београд | Сезона 1957/58. Подсавезна лига Београд | Сезона 1957/58. Подсавезна лига Београд | Сезона 1957/58. Подсавезна лига Београд | Сезона 1957/58. Подсавезна лига Београд | Сезона 1957/58. Подсавезна лига Београд | Сезона 1957/58. Подсавезна лига Београд |
| --------------------------------------- | --------------------------------------- | --------------------------------------- | --------------------------------------- | --------------------------------------- | --------------------------------------- | --------------------------------------- | --------------------------------------- | --------------------------------------- | --------------------------------------- |
| М                                       | Клуб                                    | Одиг                                    | Поб                                     | Нер                                     | Пор                                     | ДГ                                      | ПГ                                      | ГР                                      | Бод                                     |
| 1.                                      | Београд, Београд                        | 28                                      | 17                                      | 6                                       | 5                                       | 67                                      | 42                                      | 25                                      | 40                                      |
| 2.                                      | ТУСК, Београд                           | 28                                      | 16                                      | 6                                       | 6                                       | 46                                      | 30                                      | 16                                      | 38                                      |
| 3.                                      | Јединство, Земун                        | 28                                      | 16                                      | 5                                       | 7                                       | 51                                      | 29                                      | 22                                      | 37                                      |
| 4.                                      | Полет, Београд                          | 28                                      | 15                                      | 2                                       | 11                                      | 58                                      | 44                                      | 14                                      | 32                                      |
| 5.                                      | БАСК, Београд                           | 28                                      | 14                                      | 4                                       | 10                                      | 58                                      | 55                                      | 3                                       | 32                                      |
| 6.                                      | Металац, Београд                        | 28                                      | 11                                      | 7                                       | 10                                      | 54                                      | 44                                      | 10                                      | 29                                      |
| 7.                                      | Слобода, Београд                        | 28                                      | 14                                      | 1                                       | 13                                      | 49                                      | 44                                      | 5                                       | 29                                      |
| 8.                                      | Занатлија, Београд                      | 28                                      | 11                                      | 6                                       | 11                                      | 43                                      | 35                                      | 8                                       | 28                                      |
| 9.                                      | Обилић, Београд                         | 28                                      | 11                                      | 6                                       | 11                                      | 49                                      | 54                                      | -5                                      | 28                                      |
| 10.                                     | Графичар, Београд                       | 28                                      | 11                                      | 5                                       | 12                                      | 44                                      | 44                                      | 0                                       | 27                                      |
| 11.                                     | Чукарички, Београд                      | 28                                      | 8                                       | 9                                       | 11                                      | 33                                      | 40                                      | -7                                      | 25                                      |
| 12.                                     | Раднички, Обреновац                     | 28                                      | 9                                       | 5                                       | 14                                      | 41                                      | 50                                      | -9                                      | 23                                      |
| 13.                                     | Хајдук, Београд                         | 28                                      | 8                                       | 5                                       | 15                                      | 55                                      | 70                                      | -15                                     | 21                                      |
| 14.                                     | Искра, Барич                            | 28                                      | 7                                       | 3                                       | 18                                      | 31                                      | 62                                      | -31                                     | 17                                      |
| 15.                                     | Текстилац, Земун                        | 28                                      | 5                                       | 4                                       | 19                                      | 30                                      | 66                                      | -36                                     | 14                                      |

### Сезоне од 1958/59 до 1960/61.
| Сезона 1958/59. Подсавезна лига Београд | Сезона 1958/59. Подсавезна лига Београд | Сезона 1958/59. Подсавезна лига Београд | Сезона 1958/59. Подсавезна лига Београд | Сезона 1958/59. Подсавезна лига Београд | Сезона 1958/59. Подсавезна лига Београд | Сезона 1958/59. Подсавезна лига Београд | Сезона 1958/59. Подсавезна лига Београд | Сезона 1958/59. Подсавезна лига Београд | Сезона 1958/59. Подсавезна лига Београд |
| --------------------------------------- | --------------------------------------- | --------------------------------------- | --------------------------------------- | --------------------------------------- | --------------------------------------- | --------------------------------------- | --------------------------------------- | --------------------------------------- | --------------------------------------- |
| М                                       | Клуб                                    | Одиг                                    | Поб                                     | Нер                                     | Пор                                     | ДГ                                      | ПГ                                      | ГР                                      | Бод                                     |
| 1.                                      | Раднички, Обреновац                     | 22                                      | 14                                      | 3                                       | 5                                       | 45                                      | 24                                      | 21                                      | 31                                      |
| 2.                                      | Вождовачки, Београд                     | 22                                      | 14                                      | 2                                       | 6                                       | 43                                      | 23                                      | 20                                      | 30                                      |
| 3.                                      | Синђелић, Београд                       | 22                                      | 11                                      | 6                                       | 5                                       | 52                                      | 34                                      | 18                                      | 28                                      |
| 4.                                      | Конструктор, Београд                    | 22                                      | 9                                       | 5                                       | 8                                       | 42                                      | 38                                      | 4                                       | 23                                      |
| 5.                                      | Графичар, Београд                       | 22                                      | 10                                      | 3                                       | 9                                       | 25                                      | 35                                      | -10                                     | 23                                      |
| 6.                                      | Хајдук, Београд                         | 22                                      | 10                                      | 2                                       | 10                                      | 50                                      | 35                                      | 15                                      | 22                                      |
| 7.                                      | БСК, Батајница                          | 22                                      | 9                                       | 3                                       | 10                                      | 35                                      | 46                                      | -11                                     | 21                                      |
| 8.                                      | Чукарички, Београд                      | 22                                      | 8                                       | 5                                       | 9                                       | 26                                      | 37                                      | -11                                     | 21                                      |
| 9.                                      | Раднички , Београд                      | 22                                      | 5                                       | 7                                       | 10                                      | 23                                      | 32                                      | -9                                      | 17                                      |
| 10.                                     | Искра, Барич                            | 22                                      | 6                                       | 5                                       | 11                                      | 20                                      | 33                                      | -13                                     | 17                                      |
| 11.                                     | Дијамант, Земун                         | 22                                      | 6                                       | 4                                       | 12                                      | 31                                      | 47                                      | -16                                     | 16                                      |
| 12.                                     | Обилић, Београд                         | 22                                      | 4                                       | 7                                       | 11                                      | 42                                      | 50                                      | -8                                      | 15                                      |

| Сезона 1959/60. Подсавезна лига Београд | Сезона 1959/60. Подсавезна лига Београд | Сезона 1959/60. Подсавезна лига Београд | Сезона 1959/60. Подсавезна лига Београд | Сезона 1959/60. Подсавезна лига Београд | Сезона 1959/60. Подсавезна лига Београд | Сезона 1959/60. Подсавезна лига Београд | Сезона 1959/60. Подсавезна лига Београд | Сезона 1959/60. Подсавезна лига Београд | Сезона 1959/60. Подсавезна лига Београд |
| --------------------------------------- | --------------------------------------- | --------------------------------------- | --------------------------------------- | --------------------------------------- | --------------------------------------- | --------------------------------------- | --------------------------------------- | --------------------------------------- | --------------------------------------- |
| М                                       | Клуб                                    | Одиг                                    | Поб                                     | Нер                                     | Пор                                     | ДГ                                      | ПГ                                      | ГР                                      | Бод                                     |
| 1.                                      | Хајдук, Београд                         | 22                                      | 17                                      | 1                                       | 4                                       | 61                                      | 26                                      | 35                                      | 35                                      |
| 2.                                      | Графичар, Београд                       | 22                                      | 14                                      | 2                                       | 6                                       | 43                                      | 29                                      | 14                                      | 30                                      |
| 3.                                      | Жарково, Жарково                        | 22                                      | 10                                      | 6                                       | 6                                       | 51                                      | 31                                      | 20                                      | 26                                      |
| 4.                                      | Нови Београд, Нови Београд              | 22                                      | 12                                      | 2                                       | 8                                       | 64                                      | 43                                      | 21                                      | 26                                      |
| 5.                                      | Синђелић, Београд                       | 22                                      | 11                                      | 4                                       | 7                                       | 46                                      | 33                                      | 13                                      | 26                                      |
| 6.                                      | БСК, Батајница                          | 22                                      | 10                                      | 3                                       | 9                                       | 44                                      | 49                                      | -5                                      | 23                                      |
| 7.                                      | „21. мај”, Раковица                     | 22                                      | 10                                      | 2                                       | 10                                      | 52                                      | 49                                      | 3                                       | 22                                      |
| 8.                                      | Чукарички, Београд                      | 22                                      | 8                                       | 2                                       | 12                                      | 33                                      | 48                                      | -15                                     | 18                                      |
| 9.                                      | Југославија, Београд                    | 22                                      | 7                                       | 4                                       | 11                                      | 39                                      | 55                                      | -16                                     | 18                                      |
| 10.                                     | Мостоградња Батајница                   | 22                                      | 7                                       | 3                                       | 12                                      | 28                                      | 34                                      | -6                                      | 17                                      |
| 11.                                     | Искра, Барич                            | 22                                      | 6                                       | 2                                       | 14                                      | 35                                      | 59                                      | -24                                     | 14                                      |
| 12.                                     | Занатлија, Београд                      | 22                                      | 4                                       | 1                                       | 17                                      | 24                                      | 64                                      | -40                                     | 9                                       |

| Сезона 1960/61. Зонска лига Београд | Сезона 1960/61. Зонска лига Београд | Сезона 1960/61. Зонска лига Београд | Сезона 1960/61. Зонска лига Београд | Сезона 1960/61. Зонска лига Београд | Сезона 1960/61. Зонска лига Београд | Сезона 1960/61. Зонска лига Београд | Сезона 1960/61. Зонска лига Београд | Сезона 1960/61. Зонска лига Београд | Сезона 1960/61. Зонска лига Београд |
| ----------------------------------- | ----------------------------------- | ----------------------------------- | ----------------------------------- | ----------------------------------- | ----------------------------------- | ----------------------------------- | ----------------------------------- | ----------------------------------- | ----------------------------------- |
| М                                   | Клуб                                | Одиг                                | Поб                                 | Нер                                 | Пор                                 | ДГ                                  | ПГ                                  | ГР                                  | Бод                                 |
| 1.                                  | Јединство, Земун                    | 22                                  | 14                                  | 6                                   | 2                                   | 50                                  | 22                                  | 28                                  | 34                                  |
| 2.                                  | Металац, Београд                    | 22                                  | 14                                  | 5                                   | 3                                   | 46                                  | 24                                  | 22                                  | 33                                  |
| 3.                                  | Вождовачки, Београд                 | 22                                  | 12                                  | 4                                   | 6                                   | 57                                  | 37                                  | 20                                  | 28                                  |
| 4.                                  | Дорћол, Београд                     | 22                                  | 10                                  | 4                                   | 8                                   | 37                                  | 38                                  | -1                                  | 24                                  |
| 5.                                  | Раднички, Обреновац                 | 22                                  | 10                                  | 2                                   | 10                                  | 40                                  | 39                                  | 1                                   | 22                                  |
| 6.                                  | Београд, Београд                    | 22                                  | 7                                   | 6                                   | 9                                   | 37                                  | 34                                  | 3                                   | 20                                  |
| 7.                                  | Наша крила, Земун                   | 22                                  | 7                                   | 6                                   | 9                                   | 31                                  | 36                                  | -5                                  | 20                                  |
| 8.                                  | ТУСК, Београд                       | 22                                  | 5                                   | 8                                   | 9                                   | 52                                  | 51                                  | 1                                   | 18                                  |
| 9.                                  | Хајдук, Београд                     | 22                                  | 6                                   | 6                                   | 10                                  | 38                                  | 42                                  | -4                                  | 18                                  |
| 10.                                 | БСК, Батајница                      | 22                                  | 5                                   | 8                                   | 9                                   | 34                                  | 47                                  | -13                                 | 18                                  |
| 11.                                 | Синђелић, Београд                   | 22                                  | 6                                   | 6                                   | 10                                  | 33                                  | 50                                  | -17                                 | 18                                  |
| 12.                                 | Слобода, Београд                    | 22                                  | 3                                   | 5                                   | 14                                  | 23                                  | 58                                  | -35                                 | 11                                  |

### Сезоне од 1961/62 до 1963/64.
| Сезона 1961/62. Зонска лига Београд | Сезона 1961/62. Зонска лига Београд | Сезона 1961/62. Зонска лига Београд | Сезона 1961/62. Зонска лига Београд | Сезона 1961/62. Зонска лига Београд | Сезона 1961/62. Зонска лига Београд | Сезона 1961/62. Зонска лига Београд | Сезона 1961/62. Зонска лига Београд | Сезона 1961/62. Зонска лига Београд | Сезона 1961/62. Зонска лига Београд |
| ----------------------------------- | ----------------------------------- | ----------------------------------- | ----------------------------------- | ----------------------------------- | ----------------------------------- | ----------------------------------- | ----------------------------------- | ----------------------------------- | ----------------------------------- |
| М                                   | Клуб                                | Одиг                                | Поб                                 | Нер                                 | Пор                                 | ДГ                                  | ПГ                                  | ГР                                  | Бод                                 |
| 1.                                  | Јединство, Земун                    | 22                                  | 12                                  | 4                                   | 6                                   | 43                                  | 27                                  | 16                                  | 28                                  |
| 2.                                  | Раднички, Обреновац                 | 22                                  | 13                                  | 1                                   | 8                                   | 37                                  | 25                                  | 12                                  | 27                                  |
| 3.                                  | Вождовачки, Београд                 | 22                                  | 10                                  | 6                                   | 6                                   | 39                                  | 27                                  | 12                                  | 26                                  |
| 4.                                  | Жарково, Жарково                    | 22                                  | 10                                  | 3                                   | 9                                   | 31                                  | 24                                  | 7                                   | 23                                  |
| 5.                                  | Змај, Земун                         | 22                                  | 9                                   | 5                                   | 8                                   | 49                                  | 40                                  | 9                                   | 23                                  |
| 6.                                  | ТУСК, Београд                       | 22                                  | 8                                   | 7                                   | 7                                   | 35                                  | 31                                  | 4                                   | 23                                  |
| 7.                                  | Металац, Београд                    | 22                                  | 8                                   | 5                                   | 9                                   | 46                                  | 40                                  | 6                                   | 21                                  |
| 8.                                  | Наша крила, Земун                   | 22                                  | 7                                   | 6                                   | 9                                   | 34                                  | 44                                  | -10                                 | 20                                  |
| 9.                                  | Дорћол, Београд                     | 22                                  | 5                                   | 9                                   | 8                                   | 37                                  | 40                                  | -3                                  | 19                                  |
| 10.                                 | БСК, Батајница                      | 22                                  | 8                                   | 3                                   | 11                                  | 35                                  | 52                                  | -17                                 | 19                                  |
| 11.                                 | Хајдук, Београд                     | 22                                  | 6                                   | 6                                   | 10                                  | 35                                  | 54                                  | -19                                 | 18                                  |
| 12.                                 | Београд, Београд                    | 22                                  | 7                                   | 3                                   | 12                                  | 30                                  | 47                                  | -17                                 | 17                                  |

| Сезона 1962/63. Друга Београдска лига група „Б” | Сезона 1962/63. Друга Београдска лига група „Б” | Сезона 1962/63. Друга Београдска лига група „Б” | Сезона 1962/63. Друга Београдска лига група „Б” | Сезона 1962/63. Друга Београдска лига група „Б” | Сезона 1962/63. Друга Београдска лига група „Б” | Сезона 1962/63. Друга Београдска лига група „Б” | Сезона 1962/63. Друга Београдска лига група „Б” | Сезона 1962/63. Друга Београдска лига група „Б” | Сезона 1962/63. Друга Београдска лига група „Б” |
| ----------------------------------------------- | ----------------------------------------------- | ----------------------------------------------- | ----------------------------------------------- | ----------------------------------------------- | ----------------------------------------------- | ----------------------------------------------- | ----------------------------------------------- | ----------------------------------------------- | ----------------------------------------------- |
| М                                               | Клуб                                            | Одиг                                            | Поб                                             | Нер                                             | Пор                                             | ДГ                                              | ПГ                                              | ГР                                              | Бод                                             |
| 1.                                              | Београд, Београд                                | 22                                              | 12                                              | 8                                               | 2                                               | 54                                              | 35                                              | 9                                               | 32                                              |
| 2.                                              | Хајдук, Београд                                 | 22                                              | 14                                              | 3                                               | 5                                               | 64                                              | 33                                              | 31                                              | 31                                              |
| 3.                                              | Поштар, Београд                                 | 22                                              | 12                                              | 5                                               | 5                                               | 48                                              | 31                                              | 17                                              | 29                                              |
| 4.                                              | Братство, Крњача                                | 22                                              | 11                                              | 2                                               | 9                                               | 42                                              | 37                                              | 5                                               | 24                                              |
| 5.                                              | Дунавац, Гроцка                                 | 22                                              | 10                                              | 2                                               | 10                                              | 53                                              | 42                                              | 11                                              | 22                                              |
| 6.                                              | Земун, Земун                                    | 22                                              | 8                                               | 5                                               | 9                                               | 38                                              | 40                                              | -2                                              | 21                                              |
| 7.                                              | Јединство, Сурчин                               | 22                                              | 9                                               | 3                                               | 10                                              | 41                                              | 48                                              | -7                                              | 21                                              |
| 8.                                              | Спорт, Београд                                  | 22                                              | 6                                               | 8                                               | 8                                               | 29                                              | 35                                              | -6                                              | 20                                              |
| 9.                                              | Телеоптик, Земун                                | 22                                              | 8                                               | 3                                               | 11                                              | 44                                              | 59                                              | -15                                             | 19                                              |
| 10.                                             | Пољопривредник, Падинска Скела                  | 22                                              | 7                                               | 4                                               | 11                                              | 34                                              | 44                                              | -10                                             | 18                                              |
| 11.                                             | Омладинац, Велики Мокри Луг                     | 22                                              | 5                                               | 4                                               | 13                                              | 27                                              | 46                                              | -19                                             | 14                                              |
| 12.                                             | ИМТ, Нови Београд                               | 22                                              | 5                                               | 3                                               | 14                                              | 33                                              | 57                                              | -24                                             | 13                                              |

| Сезона 1963/64. Друга „А” Београдска лига | Сезона 1963/64. Друга „А” Београдска лига | Сезона 1963/64. Друга „А” Београдска лига | Сезона 1963/64. Друга „А” Београдска лига | Сезона 1963/64. Друга „А” Београдска лига | Сезона 1963/64. Друга „А” Београдска лига | Сезона 1963/64. Друга „А” Београдска лига | Сезона 1963/64. Друга „А” Београдска лига | Сезона 1963/64. Друга „А” Београдска лига | Сезона 1963/64. Друга „А” Београдска лига |
| ----------------------------------------- | ----------------------------------------- | ----------------------------------------- | ----------------------------------------- | ----------------------------------------- | ----------------------------------------- | ----------------------------------------- | ----------------------------------------- | ----------------------------------------- | ----------------------------------------- |
| М                                         | Клуб                                      | Одиг                                      | Поб                                       | Нер                                       | Пор                                       | ДГ                                        | ПГ                                        | ГР                                        | Бод                                       |
| 1.                                        | Рад, Београд                              | 22                                        | 12                                        | 6                                         | 4                                         | 63                                        | 35                                        | 28                                        | 30                                        |
| 2.                                        | Искра, Барич                              | 22                                        | 13                                        | 3                                         | 6                                         | 55                                        | 37                                        | 18                                        | 29                                        |
| 3.                                        | Хајдук, Београд                           | 22                                        | 13                                        | 1                                         | 8                                         | 56                                        | 34                                        | 22                                        | 27                                        |
| 4.                                        | Сремчица, Сремчица                        | 22                                        | 13                                        | 1                                         | 8                                         | 46                                        | 43                                        | 3                                         | 27                                        |
| 5.                                        | Кнежевац, Кнежевац                        | 22                                        | 11                                        | 3                                         | 8                                         | 42                                        | 43                                        | -1                                        | 25                                        |
| 6.                                        | Обилић, Београд                           | 22                                        | 10                                        | 3                                         | 9                                         | 44                                        | 44                                        | 0                                         | 23                                        |
| 7.                                        | Борац, Остружница                         | 22                                        | 9                                         | 4                                         | 9                                         | 36                                        | 40                                        | -4                                        | 22                                        |
| 8.                                        | Чукарички, Београд                        | 22                                        | 9                                         | 3                                         | 10                                        | 30                                        | 33                                        | -3                                        | 21                                        |
| 9.                                        | Шећеранац, Београд                        | 22                                        | 9                                         | 2                                         | 11                                        | 42                                        | 49                                        | -7                                        | 20                                        |
| 10.                                       | Металац, Београд                          | 22                                        | 7                                         | 4                                         | 11                                        | 53                                        | 49                                        | 4                                         | 18                                        |
| 11.                                       | Слобода, Београд                          | 22                                        | 6                                         | 2                                         | 14                                        | 27                                        | 44                                        | -17                                       | 14                                        |
| 12.                                       | Кијево, Кијево                            | 22                                        | 2                                         | 4                                         | 16                                        | 22                                        | 65                                        | -43                                       | 8                                         |

### Сезонe од 1964/65 до 1965/66.
| Сезона 1964/65. Прва Београдска лига | Сезона 1964/65. Прва Београдска лига | Сезона 1964/65. Прва Београдска лига | Сезона 1964/65. Прва Београдска лига | Сезона 1964/65. Прва Београдска лига | Сезона 1964/65. Прва Београдска лига | Сезона 1964/65. Прва Београдска лига | Сезона 1964/65. Прва Београдска лига | Сезона 1964/65. Прва Београдска лига | Сезона 1964/65. Прва Београдска лига |
| ------------------------------------ | ------------------------------------ | ------------------------------------ | ------------------------------------ | ------------------------------------ | ------------------------------------ | ------------------------------------ | ------------------------------------ | ------------------------------------ | ------------------------------------ |
| М                                    | Клуб                                 | Одиг                                 | Поб                                  | Нер                                  | Пор                                  | ДГ                                   | ПГ                                   | ГР                                   | Бод                                  |
| 1.                                   | Раднички, Обреновац                  | 26                                   | 16                                   | 5                                    | 5                                    | 60                                   | 33                                   | 27                                   | 37                                   |
| 2.                                   | БАСК, Београд                        | 26                                   | 15                                   | 6                                    | 5                                    | 47                                   | 31                                   | 16                                   | 36                                   |
| 3.                                   | Хајдук, Београд                      | 26                                   | 15                                   | 4                                    | 7                                    | 71                                   | 45                                   | 26                                   | 34                                   |
| 4.                                   | Синђелић, Београд                    | 26                                   | 14                                   | 4                                    | 8                                    | 61                                   | 48                                   | 13                                   | 32                                   |
| 5.                                   | „21. Мај”, Раковица                  | 26                                   | 12                                   | 8                                    | 6                                    | 48                                   | 37                                   | 11                                   | 32                                   |
| 6.                                   | Змај, Земун                          | 26                                   | 12                                   | 6                                    | 8                                    | 60                                   | 40                                   | 20                                   | 30                                   |
| 7.                                   | ПКБ, Падинска Скела                  | 26                                   | 11                                   | 5                                    | 10                                   | 40                                   | 41                                   | -1                                   | 27                                   |
| 8.                                   | Искра, Барич                         | 26                                   | 13                                   | 0                                    | 13                                   | 59                                   | 51                                   | 8                                    | 26                                   |
| 9.                                   | Полет, Београд                       | 26                                   | 9                                    | 7                                    | 10                                   | 51                                   | 55                                   | -4                                   | 25                                   |
| 10.                                  | Рад, Београд                         | 26                                   | 10                                   | 3                                    | 13                                   | 51                                   | 61                                   | -10                                  | 23                                   |
| 11.                                  | Дорћол, Београд                      | 26                                   | 7                                    | 7                                    | 12                                   | 34                                   | 54                                   | -20                                  | 21                                   |
| 12.                                  | Земун, Земун                         | 26                                   | 7                                    | 3                                    | 16                                   | 39                                   | 55                                   | -16                                  | 17                                   |
| 13.                                  | Графичар, Београд                    | 26                                   | 4                                    | 6                                    | 16                                   | 33                                   | 56                                   | -23                                  | 14                                   |
| 14.                                  | Млади Пролетер, Београд              | 26                                   | 3                                    | 4                                    | 19                                   | 39                                   | 86                                   | -47                                  | 10                                   |

| Сезона 1965/66. Прва Београдска лига | Сезона 1965/66. Прва Београдска лига | Сезона 1965/66. Прва Београдска лига | Сезона 1965/66. Прва Београдска лига | Сезона 1965/66. Прва Београдска лига | Сезона 1965/66. Прва Београдска лига | Сезона 1965/66. Прва Београдска лига | Сезона 1965/66. Прва Београдска лига | Сезона 1965/66. Прва Београдска лига | Сезона 1965/66. Прва Београдска лига |
| ------------------------------------ | ------------------------------------ | ------------------------------------ | ------------------------------------ | ------------------------------------ | ------------------------------------ | ------------------------------------ | ------------------------------------ | ------------------------------------ | ------------------------------------ |
| М                                    | Клуб                                 | Одиг                                 | Поб                                  | Нер                                  | Пор                                  | ДГ                                   | ПГ                                   | ГР                                   | Бод                                  |
| 1.                                   | Раковица, Раковица                   | 26                                   | 17                                   | 6                                    | 3                                    | 63                                   | 29                                   | 34                                   | 40                                   |
| 2.                                   | Хајдук, Београд                      | 26                                   | 14                                   | 5                                    | 7                                    | 57                                   | 26                                   | 31                                   | 33                                   |
| 3.                                   | БАСК, Београд                        | 26                                   | 10                                   | 11                                   | 5                                    | 47                                   | 31                                   | 16                                   | 31                                   |
| 4.                                   | Палилулац, Крњача                    | 26                                   | 10                                   | 9                                    | 7                                    | 35                                   | 26                                   | 9                                    | 29                                   |
| 5.                                   | ПКБ, Падинска Скела                  | 26                                   | 11                                   | 7                                    | 8                                    | 44                                   | 45                                   | -1                                   | 29                                   |
| 6.                                   | Рад, Београд                         | 26                                   | 12                                   | 3                                    | 11                                   | 39                                   | 32                                   | 7                                    | 27                                   |
| 7.                                   | Искра, Барич                         | 26                                   | 10                                   | 7                                    | 9                                    | 33                                   | 35                                   | -2                                   | 27                                   |
| 8.                                   | Полет, Београд                       | 26                                   | 8                                    | 10                                   | 8                                    | 39                                   | 41                                   | -2                                   | 26                                   |
| 9.                                   | Дорћол, Београд                      | 26                                   | 10                                   | 6                                    | 10                                   | 36                                   | 44                                   | -8                                   | 26                                   |
| 10.                                  | „21. Мај”, Раковица                  | 26                                   | 9                                    | 7                                    | 10                                   | 37                                   | 43                                   | -6                                   | 25                                   |
| 11.                                  | Змај, Земун                          | 26                                   | 8                                    | 7                                    | 11                                   | 39                                   | 49                                   | -10                                  | 23                                   |
| 12.                                  | Синђелић, Београд                    | 26                                   | 5                                    | 7                                    | 14                                   | 21                                   | 40                                   | -19                                  | 17                                   |
| 13.                                  | Спорт, Београд                       | 26                                   | 4                                    | 8                                    | 14                                   | 23                                   | 38                                   | -15                                  | 16                                   |
| 14.                                  | Земун, Земун                         | 26                                   | 5                                    | 5                                    | 16                                   | 30                                   | 64                                   | -34                                  | 15                                   |